# Andy McNab
Andy McNab (28. december 1959) er et pseudonym for Steven Billy Mitchell der er en britisk tidligere soldat i Special Air Service (SAS), der er blevet forfatter. McNab blev kendt i 1993, da han skrev om sine oplevelser på den mislykkede mission Bravo Two Zero under Golfkrigen. Han har senere udgivet en selvbiografi og et antal romaner.

## Baggrund
McNab er opvokset i London, som adoptivbarn. Han ville være pilot, men dumpede optagelsesprøven, og søgte i stedet ind i Royal Green Jackets, en infanteri enhed. Han gjorde tjeneste flere steder, blandt andet Nordirland. Han tog Special Air Services optagelsesprøve og bestod ved andet forsøg.
McNabs rigtige navn kendes ikke af offentligheden. Han tog pseudonymet Andy McNab da han skrev bogen Bravo Two Zero. Når han optræder på fjernsynet for at reklamere for sine bøger eller som ekspert i Special Air Service, er hans ansigt ikke synligt.
Efter irakkrigens start blev det afsløret af den tidligere MI6 spion Richard Tomlinson at McNab var en del af et særligt træningsprogram der uddannede MI6 rekrutter til sabotage og guerilla krigsførelse.
Andre tidligere medlemmer af SAS, så som Chris Ryan, Johnny Howard og Shaun Clarke, der også er blevet forfattere (Ryan deltog også i Bravo Two Zero missionen), og den tidligere Navy SEAL Richard Marcinko, er alle kendt under deres rigtige navne, og har i flere tilfælde karrierer i medierne.
I sin selvbiografi beskriver McNab at han var involveret i en række operationer i Nordirland før han kom i SAS. Han fortæller blandt andet at han deltog i nedskydningen af IRA medlemmer under en patrulje. Det kan være en af forklaringerne på at han vælger at hemmeligholde sin identitet.
McNab har også et træningskursus for nyhedsjournalister og medlemmer af NGO'er der skal arbejde i krigszoner, og han har været i Hollywood og arbejdet som rådgiver på Michael Manns film Heat.
I februar 2007 vendte McNab tilbage til Irak som sikkerhedsrådgiver for avisen The Sun.

## Bogliste
Om ham selv
- Bravo To Nul
- Elitesoldat (engelsk: Immediate Action), 1995

I Nick Stone serien
- Fjernstyret (engelsk: Remote Control (February 17, 1998))
- Kriserum Fire (engelsk: Crisis Four), 1999
- Kodeord Firewall (engelsk: Firewall), 2000
- Sidste udkald (engelsk: Last Light), 2001
- Terrorpenge (engelsk: Liberation Day), 2002
- Mørk vinter (engelsk: Dark Winter), 2003
- Dødelig konspiration (engelsk: Deep Black), 2004
- Ukendt fjende (engelsk: Aggressor), 2005
- I krydsild (engelsk: Crossfire), 2007
- Brutal magt (engelsk: Brute Force), 2008

Boy soldier serien (skrevet sammen med Robert Rigby)
- Farlig viden (engelsk: Boy soldier), 2005

## Kritik af Bravo To Nul
Selv om bogen Bravo To Nul førte til berømmelse og succes for McNab, bliver der stillet spørgsmålstegn ved hans beskrivelse af missionen i flere bøger. Peter Radcliffe er i sin bog In The Eye of the Storm meget skeptisk overfor McNabs beskrivelse af antallet af dræbte irakere under missionen, som han angiver til 200-250. Han nævner at hvis McNabs hold havde fortsat med at dræbe med samme effektivitet havde Golfkrigen været overstået på få uger. Han fortæller også at mange af de mere dramatiske hændelser i McNabs bog slet ikke blev nævnt i hans debriefing, der blev optaget på video.
Radcliffe kritiserer også McNabs dispositioner som leder af patruljen. Radcliffe fortæller at han bad McNab medbringe en landrover på missionen, så de kunne trække sig ud hurtigt hvis de blev kompromitteret. Han bad også McNab om at medbringe mindre udstyr, så de kunne bevæge sig hurtigere. Han kritiserer også McNab for ikke at følge den flugtrute der var planlagt.
I Michael Ashers bog The Real Bravo Two Zero, rejser forfatteren til Irak for at undersøge påstandene fra McNabs bog. Asher fandt tilsyneladende en række irakere der var vidner til missionens skæbne. Han fandt at McNab til at begynde med slet ikke havde været i kamp med den irakiske hær, men med nomadestammer der havde affyret varselsskud. I et interview med en taxichauffør der transporterede McNabs hold, viste det sig også at patruljen ikke havde forsøgt at skyde sig ud af et irakisk checkpoint, men derimod havde bestukket chaufføren til at samle dem op på den anden side af afspærringen. Chaufføren løb fra løftet og angav dem til de irakiske vagter.
Både Radcliffe og Asher kritiserer McNab for at navngive de dræbte under missionen, mens McNab selv skjuler sig bag et pseudonym.